# 윈드 리버 시스템스
윈드 리버 시스템스(Wind River Systems)는 캘리포니아주 알라메다에 본사를 둔 회사로 앱티브 PLC의 자회사이다. 윈드 리버(Wind River, 상표명 "Wndrvr")로도 부른다. 이 회사는 실시간 운영 체제 소프트웨어, 산업별 소프트웨어, 시뮬레이션 기술, 개발 도구 및 미들웨어로 구성된 임베디드 시스템 및 클라우드 소프트웨어를 개발한다.

## 역사
제리 피들러(Jerry Fiddler)와 데이브 윌너(Dave Wilner)의 파트너십으로 설립되었다. 1981년까지 피들러는 버클리 연구소에서 제어 시스템용 소프트웨어 작성에 참여했으며 컴퓨터 생성 음악 분야에서 경력을 쌓고 싶었고 실시간 운영 체제에 중점을 둔 컨설팅 사업을 통해 자금을 지원했다. 그의 초기 고객으로는 내셔널 풋볼 리그와 영화 감독 프랜시스 포드 코폴라가 있었으며, 그는 이들을 위해 독특한 영화 편집 시스템을 디자인했다. 버클리 연구소의 전 동료였던 윌너는 1983년에 피들러에 합류하여 윈드 리버 시스템스를 설립했다.
2009년 인텔이 윈드리버를 인수했다. 2018년 인텔은 윈드 리버 사업부를 분사했고 이후 TPG 캐피털(TPG Capital)에 인수되었다. 2022년 1월 11일, 윈드리버는 자동차 부품 회사인 앱티브(Aptiv)에 현금 43억 달러에 인수되었다고 발표했다.